# Greatham (Sussex de l'Ouest)
Pour les articles homonymes, voir Greatham.
Greatham est un petit village d'Angleterre dans le district de Horsham dans le Sussex de l'Ouest. Il se trouve sur la route de Coldwaltham à Storrington à 3 kilomètres au sud de Pulborough.

## Histoire
Le Domesday Book de 1086 mentionne le village de « Gretham ». Le  toponyme est écrit comme « Gretheam » en 1121 et plus tard comme « Gruteham » au XIIe siècle. Le premier élément du nom signifie « gravel »; le second est incertain, et pourrait signifier « village, domaine, manoir » ou bien  « prairie, ou prairie sur un ruisseau ». 
Le pont de Greatham a été construit pour Sir Henry Tregoz au début du XIVe siècle. La section de fer a été construite après une inondation qui a endommagé le pont en 1838. Une escarmouche a eu lieu près du pont pendant la guerre civile anglaise. 
Au début de la Première Guerre mondiale Greatham a inspiré le poème de John Drinkwater Of Greatham (to those who live there), publié dans son anthologie Swords and Plough-shares.

## Église paroissiale

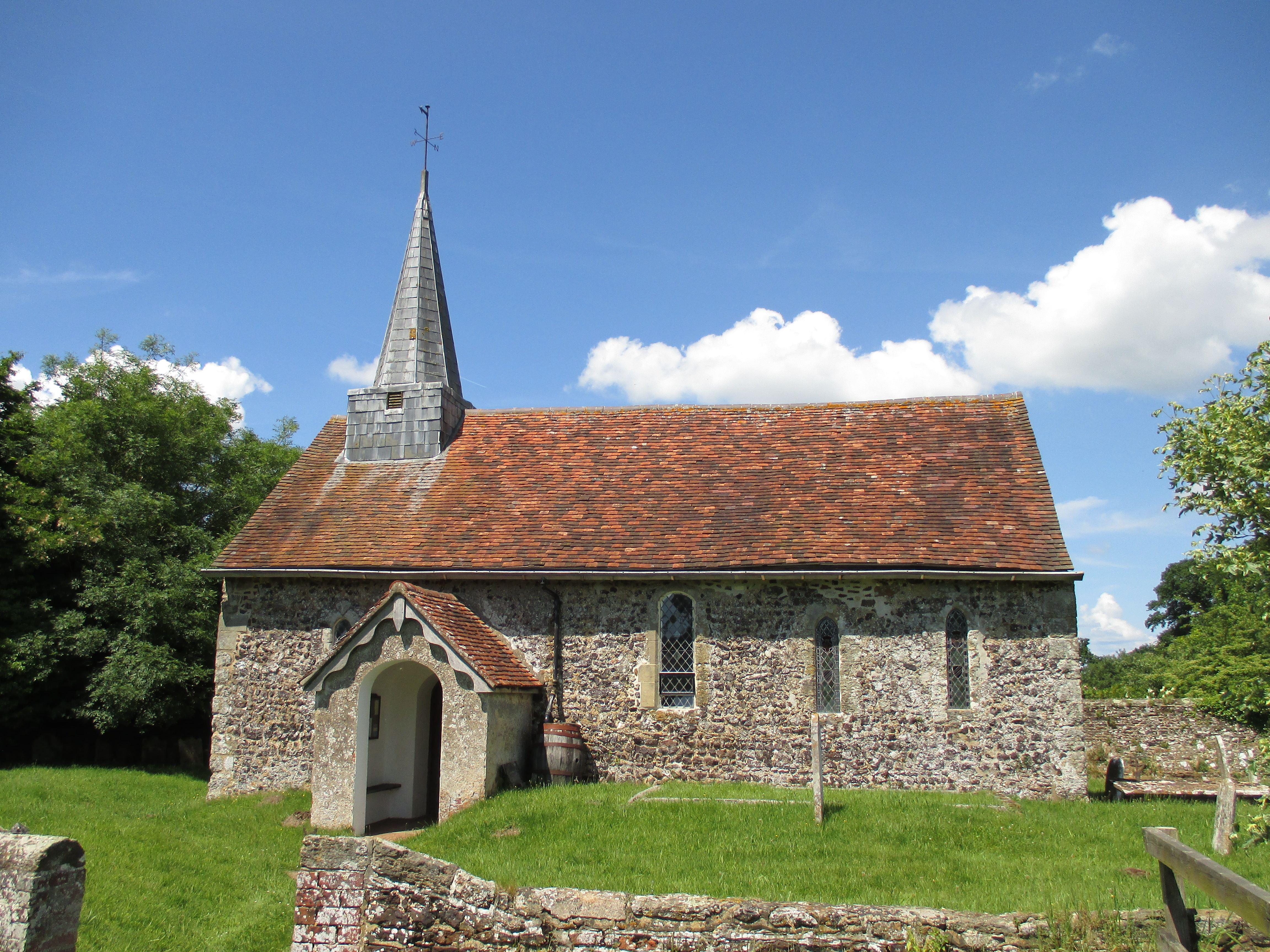
Église paroissiale.

L'église paroissiale anglicane de Greatham de plan rectangulaire ressemble à celle de  Wiggonholt. L'église a des murs en maçonnerie de moellons de grès ferreux avec  des fenêtres à lancette probablement du XIIe siècle. Il y a une tourelle à cloche en ardoise à l'extrémité ouest. À l'intérieur se trouvent une chaire inhabituelle à deux étages et une rambarde d'autel (table de communion) du XVIIe siècle.

## Personnalités
- Wilfrid Meynell (1852-1948), éditeur et journaliste propriétaire à Greatham
- Robert Rydon (né en 1964), joueur de cricket